# Gimnastyka na Letnich Igrzyskach Olimpijskich 2000

## Gimnastyka sportowa

### mężczyźni

#### wielobój drużynowo
| Lp. | Państwo | Zawodnicy | Pkt |
| --- | ------- | --- | --- |
| 1   | Chiny   | Xu Huang, Li Xiaopeng, Xiao Junfeng Xing Aowei, Yang Wei, Zheng Lihui                                         |     |
| 2   | Ukraina | Ołeksandr Beresz, Wałerij Honczarow, Rusłan Mieziencew Walerij Pereszkura, Ołeksandr Switłyczny, Roman Zozula |     |
| 3   | Rosja   | Maksim Aleszin, Aleksiej Bondarienko, Dmitrij Driewin, Nikołaj Kriukow, Aleksiej Niemow, Jewgienij Podgornyj  |     |

#### wielobój indywidualnie
| Lp. | Państwo | Zawodnik         | Pkt |
| --- | ------- | ---------------- | --- |
| 1   | Rosja   | Aleksiej Niemow  |     |
| 2   | Chiny   | Yang Wei         |     |
| 3   | Ukraina | Ołeksandr Beresz |     |

#### ćwiczenia wolne
| Lp. | Państwo  | Zawodnik        | Pkt |
| --- | -------- | --------------- | --- |
| 1   | Łotwa    | Igors Vihrovs   |     |
| 2   | Rosja    | Aleksiej Niemow |     |
| 3   | Bułgaria | Jordan Jowczew  |     |

#### ćwiczenia na koniu z łękami
| Lp. | Państwo | Zawodnik        | Pkt |
| --- | ------- | --------------- | --- |
| 1   | Rumunia | Marius Urzică   |     |
| 2   | Francja | Eric Poujade    |     |
| 3   | Rosja   | Aleksiej Niemow |     |

#### ćwiczenia na kółkach
| Lp. | Państwo  | Zawodnik             | Pkt |
| --- | -------- | -------------------- | --- |
| 1   | Węgry    | Szilveszter Csollány |     |
| 2   | Grecja   | Dimosthenis Tampakos |     |
| 3   | Bułgaria | Jordan Jowczew       |     |

#### skoki przez konia
| Lp. | Państwo   | Zawodnik             | Pkt |
| --- | --------- | -------------------- | --- |
| 1   | Hiszpania | Gervasio Deferr      |     |
| 2   | Rosja     | Aleksiej Bondarienko |     |
| 3   | Polska    | Leszek Blanik        |     |

#### ćwiczenia na poręczach
| Lp. | Państwo          | Zawodnik        | Pkt |
| --- | ---------------- | --------------- | --- |
| 1   | Chiny            | Li Xiaopeng     |     |
| 2   | Korea Południowa | Lee Joo-hyung   |     |
| 3   | Rosja            | Aleksiej Niemow |     |

#### ćwiczenia na drążku
| Lp. | Państwo          | Zawodnik          | Pkt |
| --- | ---------------- | ----------------- | --- |
| 1   | Rosja            | Aleksiej Niemow   |     |
| 2   | Francja          | Benjamin Varonian |     |
| 3   | Korea Południowa | Lee Joo-hyung     |     |

### kobiety

#### wielobój drużynowo
| Lp. | Państwo | Zawodniczki | Pkt |
| --- | ------- | --- | --- |
| 1   | Rumunia | Simona Amănar, Loredana Boboc, Florenta Isărescu Maria Olaru, Maria Presăcan, Andreea Răducan                             |     |
| 2   | Rosja   | Swietłana Chorkina, Anna Czepielewa, Anastazja Kolesnikowa Jekatierina Łobazniuk, Jelena Produnowa, Jelena Zamołodczikowa |     |
| 3   | Chiny   | Dong Fangxiao, Huang Mandan, Kui Yuanyuan, Ling Jie, Liu Xuan, Yang Yun                                                   |     |

#### wielobój indywidualnie
| Lp. | Państwo | Zawodniczka   | Pkt |
| --- | ------- | ------------- | --- |
| 1   | Rumunia | Simona Amănar |     |
| 2   | Rumunia | Maria Olaru   |     |
| 3   | Chiny   | Liu Xuan      |     |

#### skoki przez konia
| Lp. | Państwo | Zawodniczka           | Pkt |
| --- | ------- | --------------------- | --- |
| 1   | Rosja   | Jelena Zamołodczikowa |     |
| 2   | Rumunia | Andreea Răducan       |     |
| 3   | Rosja   | Jekatierina Łobazniuk |     |

#### ćwiczenia na poręczach
| Lp. | Państwo | Zawodniczka        | Pkt |
| --- | ------- | ------------------ | --- |
| 1   | Rosja   | Swietłana Chorkina |     |
| 2   | Chiny   | Ling Jie           |     |
| 3   | Chiny   | Yang Yun           |     |

#### ćwiczenia na równoważni
| Lp. | Państwo | Zawodniczka           | Pkt |
| --- | ------- | --------------------- | --- |
| 1   | Chiny   | Liu Xuan              |     |
| 2   | Rosja   | Jekatierina Łobazniuk |     |
| 3   | Rosja   | Jelena Produnowa      |     |

#### ćwiczenia wolne
| Lp. | Państwo | Zawodniczka           | Pkt |
| --- | ------- | --------------------- | --- |
| 1   | Rosja   | Jelena Zamołodczikowa |     |
| 2   | Rosja   | Swietłana Chorkina    |     |
| 3   | Rumunia | Simona Amănar         |     |

## Gimnastyka artystyczna

### wielobój indywidualnie
| Lp. | Państwo  | Zawodniczka     | Pkt |
| --- | -------- | --------------- | --- |
| 1   | Rosja    | Julia Barsukowa |     |
| 2   | Białoruś | Julija Raskina  |     |
| 3   | Rosja    | Alina Kabajewa  |     |

### układ zbiorowy
| Lp. | Państwo  | Zawodniczki | Pkt |
| --- | -------- | --- | --- |
| 1   | Rosja    | Irina Biełowa, Natalia Ławrowa, Maria Nietiosowa, Jelena Szałamowa, Wiera Szymanska, Irina Zilber               |     |
| 2   | Białoruś | Tacciana Anańka, Tacciana Białan, Hanna Głazkowa, Iryna Iljankowa, Maryja Łazuk, Wolha Pużewicz                 |     |
| 3   | Grecja   | Eirini Aindili, Evangelia Christodoulou, Maria Georgatou, Zacharoula Karyami, Charikleia Pantazi, Anna Pollatou |     |

## Trampolina

### mężczyźni
| Lp. | Państwo   | Zawodnik             | Pkt  |
| --- | --------- | -------------------- | ---- |
| 1   | Rosja     | Aleksandr Moskalenko | 41,7 |
| 2   | Australia | Ji Wallace           | 39,3 |
| 3   | Kanada    | Mathieu Turgeon      | 39,1 |

### kobiety
| Lp. | Państwo | Zawodniczka      | Pkt  |
| --- | ------- | ---------------- | ---- |
| 1   | Rosja   | Irina Karawajewa | 38,9 |
| 2   | Ukraina | Oksana Cyhulowa  | 37,7 |
| 3   | Kanada  | Karen Cockburn   | 37,4 |